# Грилихес, Авенир Гиршевич
Авени́р Ги́ршевич Гри́лихес (при рождении Зе́льман-А́внер Ги́ршевич; 1822, Вильна, Российская империя — 1905, Санкт-Петербург, Российская империя) — резчик, штатный медальер Санкт-Петербургского монетного двора.

## Биография

### Вильна
Родился в бедной еврейской семье в 1822 году в Вильне. Отец, Гирш-Цви Зельманович Грилихес, был гравёром и специализировался на надгробных плитах. Из ревизских сказок известно, что Гирш Зельманович имел трёх сыновей: Зельмана-Авнера, Йоселя-Ошера и Нохума-Лейзера. Живя в небольшом литовском местечке Лайжево, Авнер в 1845 году женился на 19-летней Песе Лейбовне Немзер. В 1849 году у них родился сын Авраам-Шмерко, ещё трое родившихся в семье детей умерли в раннем возрасте.
Семья Авнера исповедовала ортодоксальный иудаизм, в его доме в Вильне и позже в Санкт-Петербурге соблюдался кашрут. Однако его сын Авраам позже станет приверженцем Хаскалы. Подпись Авнера Грилихеса стоит под прошением 1861 года виленских евреев-ремесленников об отмене запрета на жизнь и работу евреям на некоторых улицах Вильны. В 1865 году Государственный совет Российской империи принял закон, позволяющий в том числе евреям-ремесленникам проживать повсеместно в Российской империи. В 1868 году Авнер гравирует портрет еврейского писателя и просветителя М. А. Гинцбурга. В автобиографии скульптора И. Я. Гинцбурга упоминается магазин резчика Грилихеса, в который он приходил будучи ребёнком. Он описывает Авнера Гиршевича так: «Сам Гриллихес, белый, как патриарх, с бесконечной, длинной бородой, о которой говорили, что она была спрятана под его платьем, ибо её конец, будто бы, достигал до пола, — сидел, углубившись в свою работу…». Благодаря Грилихесу в 1870 году произошло знакомство Гинцбурга со скульптором М. М. Антокольским.

### Санкт-Петербург
Единственный сын Авнера Авраам посещал Раввинскую школу, а вместе с ней Виленскую рисовальную школу. В 1868 году Авраам Авенирович после успешной сдачи экзамена по рисунку был принят в медальерный класс Императорской Академии художеств в Санкт-Петербурге. Однокурсниками Авраама Грилихеса были В. М. Васнецов и Ю. Ю. Клевер. Первые годы учёбы дались Аврааму тяжело, он не смог сдать весенние экзамены и был оставлен на второй год на первом курсе, через год ситуация повторилась (Васнецова и Клевера ждало такое же наказание). В начале 1871 года в Санкт-Петербург перебирается отец Авенир, тяжёлое материальное положение сына улучшается и он сдаёт весенние экзамены в 1871 году и переводится на второй курс. Дальше учёба Авраама шла хорошо. В 1872 году он получил поощрительную премию от Совета Академии в размере 20 рублей, также вскоре Авраама включает в число своих стипендиатов еврейский финансист и филантроп Е. Г. Гинцбург.
С 1870 года Санкт-Петербургский монетный двор остро нуждался в квалифицированных работниках. Узнав о вакансиях от своих преподавателей, Авраам рассказал об этом отцу. С 15 февраля 1871 года Авнера Грилихеса принимают на работу в монетный двор резчиком с жалованием 30 рублей в месяц. В 1872 его жалование подняли до 50 рублей. В это время Авнер начинает называть себя Авенир, его инициалы в 1872 году появляются на трёх медалях, по сути он, будучи резчиком, выполнял работу медальера. В это же время Авенир получает заказ от Гельсингфорсского монетного двора на изготовление штампов для финских серебряных монет, которые впоследствии будут использоваться вплоть до 1917 года.
Чтобы стать медальером, Авениру требовалось получить звание классного художника. Для получения этого звания на академическую выставку 1872 года он предоставил несколько своих работ: портрет купца Н. О. Левинсона на топазе, вырезанные из стали маску генерала В. И. Назимова и портрет графа Е. П. Тышкевича. Совет Академии художеств присудил резчику звание классного художника III степени с условием сдачи им экзаменов по наукам. Авенир, понимая, что сдать экзамены у него мало шансов, написал развёрнутое прошение Совету Академии, в котором рассказал обстоятельства своей жизни резчика-самоучки без профильного образования с молодых лет обременённого семьёй и невозможностью учёбы, в прошении он просил выдать ему диплом без сдачи экзамена. 26 октября 1872 года диплом был вручён Авениру Грилихесу «в виде особого исключения». 29 января 1873 года он подал прошение принять его на монетный двор медальером. Спустя два дня он был принят на должность младшего медальера. После принятия присяги по ходатайству начальника монетного двора и на основании академического диплома Сенат утвердил Авенира Грилихеса в чине коллежского регистратора, низшем гражданском чине 14-го класса в Табели о рангах. На освободившуюся вакансию резчика, после назначения Авенира на новую должность, был принят его брат Нохум-Лейзер, получавший жалование 28 рублей в месяц.
Окончив Академию, Авраам в декабре 1876 года получил звание классного художника III степени. Однако должность медальера на монетном дворе, на которую он рассчитывал, оказалась занятой. Благодаря вмешательству великого князя Владимира Александровича уже в приказе от 19 марта 1877 года министр финансов М. Х. Рейтерн назначает Авраама Грилихеса медальером на монетный двор в Санкт-Петербурге. Со временем оба Грилихеса стали старшими медальерами и дослужились до чина надворного советника 7-го класса в Табели о рангах.
В 1896 году скончалась жена Авенира и мать Авраама Песя Лейбовна. Через год Авенир женился на 56-летней вдове Фруме-Хае Абельман из литовского Ковно. В 1898 году от туберкулёза умер брат Авенира Нохум-Лейзер. В 1901 году Авенир перенёс инсульт, но продолжил работать. В 1905 году его состояние ухудшилось, 9 ноября Авнер Грилихес скончался после длительной болезни. Был похоронен на Еврейском кладбище в Санкт-Петербурге.

## Работы
Самыми выдающимися работами Авенира Грилихеса принято считать реверсы медалей в память 50-летней деятельности К. В. Чевкина, открытия Томского университета, юбилея Горного института, юбилея Куликовской битвы; государственные печати императоров Александра IΙΙ и Николая II, орлы для монет в пять рублей, один рубль, пятьдесят копеек и двадцать копеек.
Авенир Грилихес стал автором штемпеля реверса пробных рублей 1886 года. Штемпель с двуглавым орлом его работы был принят без конкурса и стал использоваться как образец для штемпелей оборотной стороны золотых и серебряных портретных монет. Штемпелями образца А. Г. Грилихеса отчеканены пробные портретные рубли 1886 года, серебряные и золотые общегосударственные монеты массового производства с 1886 по 1915 годы (кроме золотых монет в 5 рублей 1895—1911 годов), пробные золотые монеты номиналом в 15 русов, серебряные мемориальные рубли 1913 года в честь 300-летия дома Романовых, золотые донативные монеты номиналом в 25 рублей 1896 и 1908 годов, золотые донативные монеты 1902 года номиналом 37 рублей 50 копеек — 100 франков.
Знак медальера на реверсах монет в виде инициалов «А. Г.» был обнаружен только в 1986 году Ю. В. Николаевым. Знак находится под копытом задней ноги коня Георгия Победоносца.

Реверсы монет с орлом работы А. Г. Грилихеса
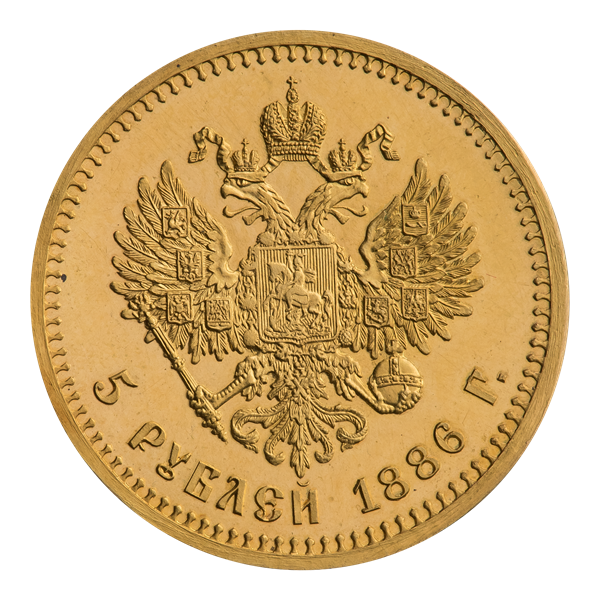
5 рублей 1886 года
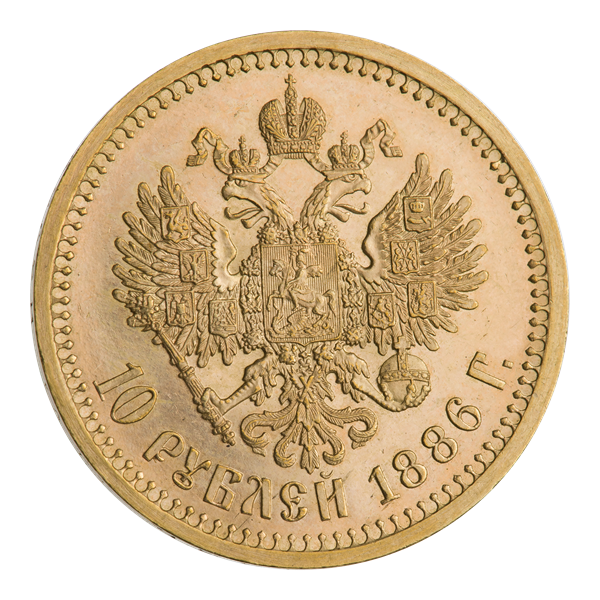
10 рублей 1886 года
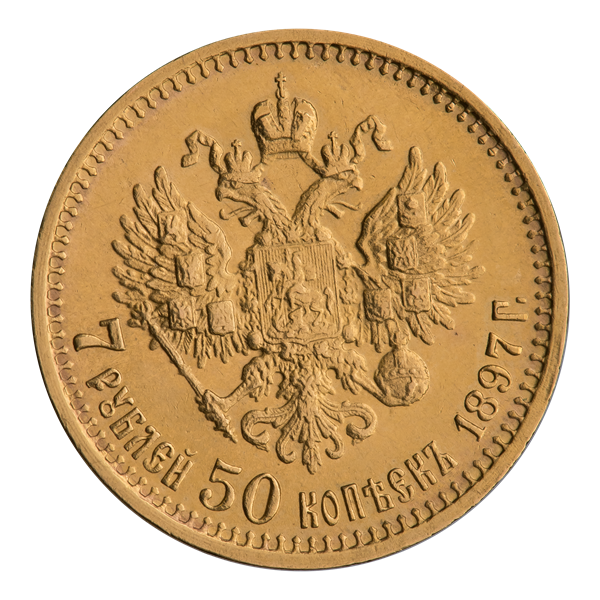
7 рублей 50 копеек 1897 года
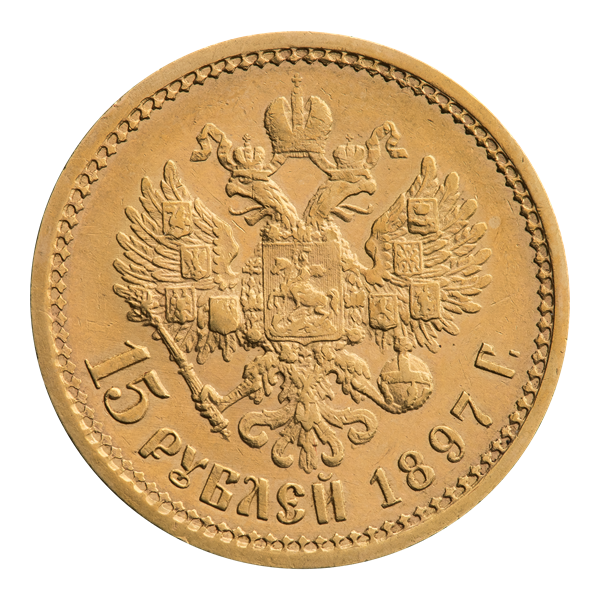
15 рублей 1897 года
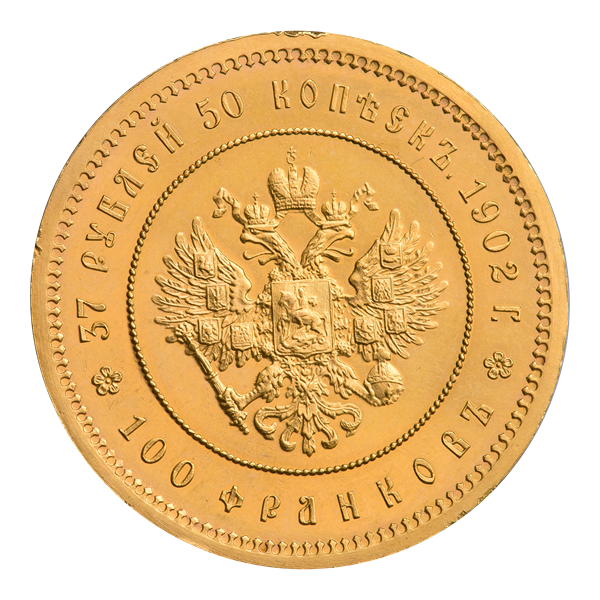
37 рублей 50 копеек 1902 года